# CMO Producciones
CMO (acrónimo de Clara María Ochoa) bajo las empresas CMO Producciones y CMO Studios es una productora de cine y televisión de Colombia creada en el año 1999 por la productora Clara María Ochoa. Ha realizado series para RCN Televisión, Caracol Televisión, Telemundo y Netflix. 

## Producciones
Las producciones que ha realizado la compañía son:

### Televisión

#### 2009
- Regreso a la guaca[1]

#### 2011
- Correo de inocentes[2]

#### 2012
- La promesa[3]

#### 2013
- Bazurto[4]
- La ronca de oro[5]

#### 2014
- Fugitivos[6]

#### 2016
- La niña[7]

#### 2017
- Tarde lo conocí[8]

#### 2020
- La Venganza de Analía [9]

#### 2022
- Pálpito
- Pasión de Gavilanes - Temporada 2

#### 2023
- Pálpito - Temporada 2

#### 2025
- La Venganza de Analía - Temporada 2

- La Huésped

### Largometrajes

#### 2002
- Como el gato y el ratón
- Bolívar soy yo!

#### 2006
- Soñar no cuesta nada[10]

#### 2007
- Esto huele mal[11][12]

#### 2008
- Del amor y otros demonios

#### 2015
- Siempreviva

#### 2023
- El Rey de la Montaña